# Caitlin Leverenz
Caitlin Leverenz (n. 26 februarie 1991, Tucson, Arizona, SUA) este o înotătoare ce a reprezentat Statele Unite ale Americii, medaliată olimpică. A participat la o ediție a Jocurilor Olimpice (2012) în care a câștigat două medalii de bronz.